# Trichoptya transducta
Trichoptya transducta là một loài bướm đêm trong họ Noctuidae.